# Ère Jishō
L'ère Jishō (治承) est une des ères du Japon (年号, nengō, lit. « nom de l'année ») après l'ère Angen et avant l'ère Yōwa. Cette ère couvre la période allant du mois d'août 1177 au mois de juillet 1181. Les empereurs régnants sont Takakura-tennō (高倉天皇) et Antoku-tennō (安徳天皇).

## Changement d'ère
- 1177 Jishō gannen (治承元年?) : Le nom de la nouvelle ère est créé pour marquer un événement ou une série d'événements. L'ère précédente se termine là où commence la nouvelle, en  Angen 3, le 4e jour du 8e mois de 1177[3].

## Événements de l'ère Jishō
- 1177 (Jishō 1, 28e jour du 4e mois) : De forts vents attisent un grand incendie dans la capitale et le palais est réduit en cendres[4].
- 1178 (Jishō 2, 12e jour du 11e mois) : Tokuko, la consort de l'empereur Takakura, donne naissance à celui qui deviendra l'empereur Antoku[5].
- 1180 (Jisho 4, 21e jour du 2e mois) : L'empereur Takakura abdique[5].
- 1180 (Jishō 4, 21e jour du 4e mois) : Durant la douzième année du règne de  Takakura-tennō(高倉天皇12年), l'empereur est contraint d'abdiquer et la succession (senso) est reçue par son jeune fils, le petit-fils de Taira Kiyomori[6].
- 1180 (Jisho 4, 22e jour du 4e mois) : L'empereur Antoku est déclaré avoir accédé au trône (sokui) le jour de la cérémonie du couronnement[7].
- 1180 (Jisho 4, 2e jour du 6e mois) : L'ancien empereur Go-Shirakawa-in, l'ancien empereur Takakura-in et l'empereur Antoku quittent Kyoto pour Fukuhara, située près de l'actuelle Kobe, préfecture de Hyōgo[5].
- 1180 (Jisho 4, 26e jour du 11e mois) : La capitale qui était située à Fukuhara revient à Kyoto[8].
- 1180 (Jisho 4) : Une tornade dévastatrice cause des dégâts à Heian-kyō, la capitale[9].
- 1181 (Jisho 5, 14e jour du1re mois) : L'empereur Takakura meurt[5].